# Чемпіонат Сан-Марино з футболу 2006—2007
Чемпіонат Сан-Марино з футболу 2006—2007 — 22-й сезон чемпіонату Сан-Марино з футболу. Чемпіоном став «Мурата».
| Чемпіон Сан-Марино 2006—07 |
| -------------------------- |
| «Мурата» 2-й титул         |

## Учасники
У чемпіонаті брали участь 15 команд.
| Клуб              | Місто         |
| ----------------- | ------------- |
| Кайлунго          | Борго-Маджоре |
| Космос            | Серравалле    |
| Доманьяно         | Доманьяно     |
| Фаетано           | Фаетано       |
| Фйорентіно        | Фйорентіно    |
| Фольгоре/Фальчано | Серравалле    |
| Ювенес-Догана     | Серравалле    |
| Ла Фіоріта        | Монтеджардіно |
| Лібертас          | Борго-Маджоре |
| Мурата            | Сан-Марино    |
| Пеннаросса        | К'єзануова    |
| Сан-Джованні      | Борго-Маджоре |
| Тре Фйорі         | Фйорентіно    |
| Тре Пенне         | Сан-Марино    |
| Віртус            | Аккуавіва     |

## Турнірна таблиця

### Група А
| М | Команда    | І  | В  | Н | П  | МЗ | МП | РМ  | О  | Кваліфікація або пониження в класі |
| - | ---------- | -- | -- | - | -- | -- | -- | --- | -- | ---------------------------------- |
| 1 | Тре Фйорі  | 20 | 16 | 1 | 3  | 45 | 17 | +28 | 49 | Кваліфікація у Плей-оф             |
| 2 | Ла Фіоріта | 20 | 11 | 3 | 6  | 38 | 23 | +15 | 36 | Кваліфікація у Плей-оф             |
| 3 | Пеннаросса | 20 | 10 | 4 | 6  | 30 | 24 | +6  | 34 | Кваліфікація у Плей-оф             |
| 4 | Віртус     | 20 | 9  | 3 | 8  | 35 | 30 | +5  | 30 |                                    |
| 5 | Тре Пенне  | 20 | 9  | 3 | 8  | 30 | 26 | +4  | 30 |                                    |
| 6 | Космос     | 20 | 6  | 4 | 10 | 34 | 42 | −8  | 22 |                                    |
| 7 | Кайлунго   | 20 | 2  | 6 | 12 | 19 | 42 | −23 | 12 |                                    |

Джерела: soccerway.com
Правила класифікації: 
1) очок; 2) очок в очних зустрічах; 3) різниця м'ячів в очних зустрічах; 4) забито м'ячів в очних зустрічах; 5) різниця м'ячів; 6) кіл-ть забитих м'ячів.
(Ч) = Чемпіон; (Пн)/(В) = Понижено в класі/Вибув; (Пв) = Підвищення в класі; (ПП) = Переможець плей-оф; (Н) = Перехід до наступного раунду. 
Застосовується тільки коли сезон ще не закінчений: 
(К) = Кваліфікований до раунду турніру; (КН) = Кваліфікований до турніру, але не до конкретного раунду; (Д) = Дискваліфікований з турніру.

Head-to-Head: used when head-to-head record is used to rank tied teams.

### Група B
| М | Команда           | І  | В  | Н | П  | МЗ | МП | РМ  | О  | Кваліфікація або пониження в класі                    |
| - | ----------------- | -- | -- | - | -- | -- | -- | --- | -- | ----------------------------------------------------- |
| 1 | Лібертас          | 21 | 14 | 1 | 6  | 57 | 26 | +31 | 43 | 1-й кваліфікаційний раунд Кубка УЄФА 2007–08 1        |
| 2 | Доманьяно         | 21 | 12 | 6 | 3  | 42 | 20 | +22 | 42 | Кваліфікація у Плей-оф                                |
| 3 | Мурата Ч          | 21 | 11 | 5 | 5  | 45 | 21 | +24 | 38 | 1-й кваліфікаційний раунд Ліги чемпіонів УЄФА 2007—08 |
| 4 | Фольгоре/Фальчано | 21 | 9  | 6 | 6  | 32 | 32 | 0   | 33 |                                                       |
| 5 | Фаетано           | 21 | 7  | 3 | 11 | 27 | 46 | −19 | 24 |                                                       |
| 6 | Ювенес-Догана     | 21 | 6  | 5 | 10 | 28 | 39 | −11 | 23 |                                                       |
| 7 | Сан-Джованні      | 21 | 4  | 1 | 16 | 27 | 61 | −34 | 13 |                                                       |
| 7 | Фйорентіно        | 21 | 1  | 3 | 17 | 23 | 63 | −40 | 6  |                                                       |

Джерела: soccerway.com
Правила класифікації: 
1) очок; 2) очок в очних зустрічах; 3) різниця м'ячів в очних зустрічах; 4) забито м'ячів в очних зустрічах; 5) різниця м'ячів; 6) кіл-ть забитих м'ячів.
1Так як «Мурата» виграв Кубок Титанів, то путівку до 1-го кваліфікаційного раунду Кубка УЕФА 2007-08 отримав фіналіст кубка «Лібертас».
(Ч) = Чемпіон; (Пн)/(В) = Понижено в класі/Вибув; (Пв) = Підвищення в класі; (ПП) = Переможець плей-оф; (Н) = Перехід до наступного раунду. 
Застосовується тільки коли сезон ще не закінчений: 
(К) = Кваліфікований до раунду турніру; (КН) = Кваліфікований до турніру, але не до конкретного раунду; (Д) = Дискваліфікований з турніру.

Head-to-Head: used when head-to-head record is used to rank tied teams.

## Плей-оф
У Плей-оф брали участь 3 найкращі команди кожної групи. Команда, яка програла двічі, вибуває.

### Перший раунд
| 3 травня 2007 |

| Ла Фіоріта | 0-4 | Мурата                              |
| ---------- | --- | ----------------------------------- |
|            |     | Валентіні 5', 77' Агостіні 33', 67' |

|  |

| 3 травня 2007 |

| Доманьяно                      | 3-3 (пен. 4:3) | Пеннаросса                            |
| ------------------------------ | -------------- | ------------------------------------- |
| Баччоккі 48' Амадорі 99', 113' |                | Чаччі 10', 111' (пен.) Тамбуріні 117' |

|  |

### Другий раунд
| 7 травня 2007 |

| Тре Фйорі                             | 3-0 | Доманьяно |
| ------------------------------------- | --- | --------- |
| Андреїні 48' Токкачелі 59' Джунта 86' |     |           |

|  |

| 7 травня 2007 |

| Лібертас                 | 2-1 | Мурата       |
| ------------------------ | --- | ------------ |
| Чеволі 45' Бальделлі 67' |     | Агостіні 78' |

|  |

### Третій раунд
| 11 травня 2007 |

| Доманьяно | 1-1 (пен. 10:9) | Ла Фіоріта   |
| --------- | --------------- | ------------ |
| Пінка 4'  |                 | Родрігес 18' |

|  |

| 11 травня 2007 |

| Мурата                       | 3-0 | Пеннаросса |
| ---------------------------- | --- | ---------- |
| Протті 15', 48' Агостіні 18' |     |            |

|  |

### Четвертий раунд
| 14 травня 2007 |

| Тре Фйорі  | 1-0 | Лібертас |
| ---------- | --- | -------- |
| Джунта 25' |     |          |

|  |

| 17 травня 2007 |

| Доманьяно                          | 0-4 | Мурата |
| ---------------------------------- | --- | ------ |
| Валентіні 28', 47', 61' Протті 54' |     |        |

|  |

### Півфінал
| 21 травня 2007 |

| Лібертас                                                            | 0-5 | Мурата |
| ------------------------------------------------------------------- | --- | ------ |
| Теодорані 3' Протті 34' Валентіні 51' (пен.) Марані 71' Болліні 89' |     |        |

|  |

### Фінал
| 25 травня 2007 |

| Тре Фйорі | 0-4 | Мурата                                      |
| --------- | --- | ------------------------------------------- |
|           |     | Агостіні 52' Теодорані 78', 86' Забул 90+2' |

|  |